# Sebbe Als
 Der er for få eller ingen kildehenvisninger i denne artikel, hvilket er et problem. Du kan hjælpe ved at angive troværdige kilder til de påstande, som fremføres i artiklen.

Sebbe Als er en replica af et vikingeskib, Skuldelev vrag nr. 5. Hun er Danmarks ældste 'femmer'.
 Denne artikel bør gennemlæses af en person med fagkendskab for at sikre den faglige korrekthed.
    Artikel passer bedre i en klubblad end i en encyklopædi

## Konstruktion
En sejltur med Imme Gram og de nylige fund af Skuldelev-skibene blev inspiration for tilblivelsen af Sebbe Als. Hun blev bygget af en skare frivillige, heraf var en stor del de lokale spejdere i Augustenborg, og blev søsat i 1969. 
Tegningerne var de første grove rids, som stammede fra Skuldelev. Arkæologerne var meget interesserede i at skibstypen blev efterbygget så nøjagtigt som muligt, da det færdige skib ville give uvurderlige informationer om vikingeskibene generelt.
Byggeriet foregik med originalt værktøj, hovedsageligt skarøkser, der blev fremstillet af den lokale smed som kopier af originale økser fra vikingetiden.
Der var ikke noget lokalt skibsværft der havde plads til rådighed, så skibet blev bygget i en lånt hal i den daværende Augustenborg Tømmerhandel. Her blev Sebbe også opbevaret for vinteren. Da tømmergården blev revet ned, og den nye lystbådehavn anlagt i stedet for, blev der opført en naust (et norsk bådehus) lidt længere ude imod fjordmundingen, ca. halvvejs til Madeskoven. Hver vinter bliver Sebbe Als trukket ind i nausten – det er en større opgave, da alt foregår med håndkraft. Skibet kan ophales af 20 – 25 personer.
Sebbe er en råsejler, dvs. hun har et stort, firkantet sejl, hængt op under en rå. Et råsejl er den simpleste løsning på at skabe et stort sejlareal på en lav mast. Under ugunstige vindforhold, eller ved manøvrering i havn eller snævre farvande, kan hun drives frem ved årer.

## Ejerskab
Sebbe Als ejes af Vikingeskibslaget Sebbe Als, som er en selvejende forening. Medlemmerne er fordelt over hele landet. Det er ikke ualmindeligt at der ankommer medlemmer fra Aalborg, København eller Odense når der skal sejles eller arbejdes.
Arbejdet med reparationer og vedligeholdelse samles sædvanligvis i 'Arbejdsweekender' i vinterhalvåret.
Foreningen ejer også et mindre vikingeskib – eller, mere korrekt, en færøbåd – Ottar Als som anvendes til træning, eller bare til fornøjelsessejlads.
En kegnæsjolle med påhængsmotor, Fie Als, bliver af sikkerhedshensyn benyttet som ledsage- og slæbebåd på længere ture, eller ture med en uerfaren besætning. Fie bliver generelt ikke benyttet til fornøjelsessejlads.
Foreningen optager p.t. nye medlemmer. Der kræves ingen forudgående maritim uddannelse.

## Eksperimenter
Vraget af Skuldelev nr. 5 var så velbevaret, at man kunne finde slidspor efter den originale rigning. Mast og rig på Sebbe blev rekonstrueret efter disse slidmærker, men det var stadigvæk nødvendigt at eksperimentere sig frem til mange af detaljerne. F.eks. har Sebbe nu et råsejl på ca. 45 m² uden underrå, og styreåren er blevet vinklet ca. 25° i stedet for at sidde lodret, som man oprindelig antog.
Som følge af eksperimenterne har man fået stor respekt for vikingetidens skibsbyggere. Sebbe Als kan ikke krydse særligt godt, hun kan kun gå ca. 45 grader til vinden. Farten er imponerende, på en halv vind går hun uden problemer ca. 12 knob, og en motiveret besætning kan ro hende omkring 6 knob.
Mange af de erfaringer der blev gjort, er kommet andre vikingeskibe, f.eks. Havhingsten, til gode.
Skibstypen er så usædvanlig at Søfartsstyrelsen – med stor respekt for skibets egenart – har sat specielle regler for udstyr og bemanding. F.eks. kræves der som minimum Yachtskippereksamen af 3. grad for at føre Sebbe. Reglerne tages op til revision med mellemrum.

## Anvendelse
Sebbe Als er hvert år på et sommertogt, som regel af 1-3 ugers varighed, og har været over det meste af Danmark og Nordtyskland. Derudover sejles der ture efter medlemmernes valg, når der kan samles en besætning med skipper. Der sejles som regel en ugentlig træningstur torsdag ca. kl. 17 – fremmødet afgør om man bruger Sebbe eller Ottar.

Meget ofte bruges skibet til en stilfærdig aftentur, hvor man spiser medbragt mad og har det hyggeligt med kollegerne. På disse ture nøjes man som regel med at ankre op ved Augustenborg Slot. Det er før sket at disse ture er faldet sammen med musikalsk optræden på slottet, for eksempel af Eric Clapton og Roger Waters.
Den længste sejltur gik fra Hedeby (Haithabu – handelsby fra vikingetiden) i Slesvig – Tyskland til Kaupang (handelsby fra vikingetiden) i Oslofjorden – Norge. Turen blev gennemført for at efterprøve en gammel vikingesaga hvor en vikingehøvding sejlede turen på 5 dage og 5 nætter (5 døgn = 120 timer). Sebbe og hendes besætning brugte 114 timer på turen, der blev gennemført i sommeren 1972, og beviste dermed sagaens sandfærdighed.
Hendes længste tur gik til USA – hun deltog i USA's 200-års jubilæum i 1976 og besejlede hovedsageligt Hudson-floden ved New York. Desværre gik turen ikke over Atlanten ved egen kraft, men som dækslast på et moderne skib. Besætningen rejste med fly.
Hun og hendes besætning bliver ofte brugt som skuespillere i film- og TV-produktioner om Vikingetiden.